# Боб (биљка)
Боб (лат. Vicia faba) је једногодишња биљка из породице махунарки (Fabaceae), крупних семена која се користе у исхрани попут пасуља. Широко се гаји као усев за људску исхрану, а такође и као покровни усев. Сорте са мањим, тврђим семеном којим се хране коњи или друге животиње називају се пољски пасуљ или тик пасуљ. Коњски пасуљ, , је сорта призната као прихваћено име. Ова махунарка је веома честа у јужноевропским, северноевропским, источноазијским, латиноамеричким и северноафричким кухињама.

## Опис
Боб је једногодишња биљка неразгранатих, шупљих, четвртастих усправних стабљика, висока до 1 м. Листови су меснати, плавичастозелени са лисном дршком која се продужава у зашиљени врх на коме су 2–3 пара седећих јајастих листића. Залисци су крупни и срцасти. Цвасти су са 2–4 крупна лептираста бела и миришљава цвета. Махуне су у почетку усправне касније висеће. На попречном пресеку су округле, дугачке од 8 до 12 цм и око 1–2 цм широке. Младе су зелене и зељасте, а зреле тамномрке, кожасте. Махуна је изнутра преграђена попречним зидовима, садржи 2–5 пасуљастих до 3 цм великих семена.
Постоје и пасуљ с гримизним цветовима, који је недавно спасен од изумирања. Цветови имају јак слатки мирис који је привлачан пчелама и другим опрашивачима.

## Историја култивације
Ова махунарка је била гајена још у касном неолиту, вероватно прво у Алжиру или у југозападној Азији, касније – у гвозденом добу већ је раширена широм Европе. Боб је био једна од најважнијих намирница медитеранске цивилизације, посебно Старих Грка и Римљана. Пре него што је пасуљ донесен из Америке у Европу, (пре XVI, XVII века) варива (слична оним која се данас праве од пасуља), припремана су од боба. Данас се боб највише узгаја у Кини и Етиопији а код нас се гаји и користи ретко, углавном у Источној Србији.
Боб има дугу традицију узгоја у пољопривреди Старог света. Он је међу најстаријим биљкама у узгоју и међу најлакшима за узгој. Заједно са сочивом, грашком и леблебијама, верује се да су они постали део исхране источног Медитерана око 6000 година пре нове ере или раније. Међутим, њихов дивљи предак није идентификован и њихово порекло је непознато. Још увек се често гаје као покровни усев да би се спречила ерозија, јер могу да презиме и као махунарка фиксирају азот у земљишту. Велики број остатака боба из трећег миленијума пре нове ере појављује се на археолошким налазиштима у Медитеранском басену и Централној Азији.

## Штеточине и болести
Многе болести се јављају у већој стопи при повишеној влажности. Стога, сорте које се узгајају за већу густину треба проценити на проблеме са болестима. Ово се може ублажити редовима запад-исток за више ефекта сушења на сунцу.
Толеранција на болести је важан део узгоја V. faba.
Ако се трансплантира уместо директног сејања, постоји мањи ризик од неких болести укључујући Botrytis fabae (погледајте ).

### Паразити
У континенталној Европи и северној Африци, биљни паразит Orobanche crenata (метлица са мирисом каранфила) може имати озбиљне утицаје на поља пасуља, уништавајући њихове приносе.

### Гљивичне болести

#### Botrytis fabae
Пасуљ је нападнут гљивицом чоколадних пега, која може имати озбиљан утицај на принос.
Botrytis fabae је једна од најгорих болести код V. faba. Оштећење лишћа, умањује фотосинтезу, смањујући продуктивност пасуља. B. fabae прелази са неагресивног раста на агресивну патогеност под комбинацијом повећане температуре и влажности, а то је погоршано ниским Xanthomonas campestris и X. axonopodis земљишта, као и вишом влажношћу изазваном гушћом сетвом. Неагресивна фаза је обележена малим црвено-смеђим лезијама листова, а понекад истим на стабљикама и махунама. Третман је мање ефикасан од превенције. Раном садњом избегава се проблематична комбинација високе температуре и влаге у касно пролеће у рано лето. Смањење густине сетве или проређивање након ницања је такође ефикасно. Фолијарни фунгицид је ефикасан. Ако V. faba цвета током високих летњих температура постоји повећан ризик од ове болести. Ако се трансплантира уместо директног сађења, постоји мањи ризик од B. fabae.

#### 
презимљава на остацима и има алтернативне домаћине. Отпорне сорте и надземно наводњавање су превентивни. Сумпорни фунгициди се препоручују у тешким случајевима.
Утицај овог тлом преносивог патогена се ублажава нижом температуром, аерацијом, дренажом и довољном исхраном. Симптоми укључују заостајање у развоју, жутило, некротичне базалне листове и браон или црвене или црне лезије корена у облику пруге који расту заједно и могу се показати изнад тла како болест напредује.
Рђа пасуља је гљивични патоген који обично утиче на биљке пасуља у зрелости, изазивајући мале наранџасте тачке са жутим ореолима на листовима, које се могу спојити и формирати наранџасте површине на обе површине листа.

#### трулеж стабљике
и  су патогени од интереса. Литоургидис и сарадници су урадили опсежан рад током година, укључујући 2007. за S. t, 2005. за S. s, и 1989. у вези са процедурама за теренско тестирање са S. s.

### Бактеријске болести

#### и
и  се могу инокулисати контаминацијом семена и презимљавањем у остатку усева. Повећана учесталост се подудара са вишим температурама, падавинама и влажношћу. Стварају се водњикаве, некротичне лезије, понекад са ширим жутим лезијама око њих, а у узнапредовалој болести биљка ће изгледати спаљено. Може се спречити или лечити употребом неинфицираног семена, отпорних сорти, третмана семена и бакарних бактерицида.

#### 
Pseudomonas syringae презимљава на остатку. Неинфицирано семе, ротација и уклањање остатака су превентивни.

### Вирусне болести
који дели са другим припадницима рода Vicia. Тимченко и сарадници су 2006. објавили да Клинк није очигледно неопходан, али је ипак високо очуван, што сугерише да се одржава због потребе за инфекцијом других Vicia.

### Инсектне штеточине

#### 
Биљке пасуља су веома подложне раним летњим инфестацијама лисне уши црног пасуља, које могу да покрију велике делове биљака које расту инфестацијом, обично почевши од врха биљке. Озбиљне инфестације могу значајно смањити приносе, а могу узроковати и промену боје махуна и смањење њихове продајне вредности.
Aphis fabae је главна штеточина. Може заразити трансплантне расаде. Рефлективни пластични малч може бити превентиван. Може се механички уклонити водом под високим притиском када се биљка успостави. V. fabae је толерантна на ниске и средње степене заразе, тако да је примена инсектицида потребна само у случају велике инфестације.

## Исхрана
Боб се користи као поврће. У исхрани се користе младе махуне или семена, богата хранљивим материјама. 100 грама зрелог сировог семена садржи преко 25 грама протеина, угљене хидрате, влакна и минерале.
Сирови зрели боб се састоји од 11% воде, 58% угљених хидрата, 26% протеина и 2% масти. Референтна количина од 100 грама обезбеђује 1,425 килоџула (341 килокалорију) енергије хране и бројне есенцијалне хранљиве материје у високом садржају (20% или више дневне вредности, ДВ). Фолна киселина (106% ДВ) и дијетарни минерали, као што су манган, фосфор, магнезијум и гвожђе (распон од 52 до 77% ДВ), имају значајан садржај. Витамини Б имају умерен до богат садржај (19 до 48% ДВ). Боб има највећи однос протеина и угљених хидрата међу осталим популарним махунаркама, као што су леблебија, грашак и сочиво. Штавише, препоручује се њихова конзумација заједно са житарицама, јер су те две намирнице комплементарне у снабдевању свим есенцијалним аминокиселинама.

## Здравствени аспект
Полен и сирово семе боба садрже алкалоиде (вицин) који могу да изазову хемолитичку анемију код особа која имају наследни поремећај метаболизма еритроцита - мањак ензима глукозо - 6 фосфат дехидрогеназе. Ово стање познато је као '''фавизам''' и често се јавља у подручјима захваћеним маларијом. Хемолиза еритроцита индукована фавизмом делује неповољно на развој изазивача маларије Plasmodium falcipacrum, па у извесном смислу представља заштиту од ове болести.
Боб је богат аминокиселином Л-допа, која је претеча допамина па се препоручује код оболелих од паркинсонизма, јер њихов организам слабо производи допамин.

### Токсичност
Пасуљ генерално садржи фитохемаглутинин, лектин који се природно налази у биљкама, животињама и људима. Већина релативно ниских концентрација токсина пронађених у V. faba може се уништити кувањем пасуља током 10 минута.
Пасуљ је богат леводопом, те би га стога требало да избегавају они који узимају иреверзибилне инхибиторе моноамин оксидазе да би спречили реакцију притиска.

### Генетска предиспозиција
Они који пате од фавизма морају избегавати пасуљ, јер садржи алкалоидни гликозид вицин који може да изазове хемолитичку кризу. Мутирана сорта боба са малим садржајем вицина је идентификована током 1980-их и ова особина је уведена у неколико модерних сорти. Боб са ниским садржајем вицина и конвицина је безбедан за конзумирање од стране осова са недостатком . Од 2019. молекуларни маркер може да се користи за потпомогнути узгој да би се смањили нивои вицина-конвицина у бобу.

## Станиште
Боб је редак усев који се гаји на влажним местима, на богатом земљишту.
Сеје се у другој половини марта. Убирање зрна се обавља када већина махуна сазри – поцрни.

## Распрострањење
Преко 100 варијетета боба се гаји у Старом свету. У Северној Америци и Канади боб се релативно мало гаји.

## Галерија
- Vicia faba
- Зреле махуне боба
- Семена боба у махунама
- Семе боба у корпи (Берберско село, Тунис).